# Campeonato Mundial de Halterofilismo de 2022 - Até 102 kg masculino
A categoria até 102 kg masculino foi um evento do Campeonato Mundial de Halterofilismo de 2022, disputado em Bogotá, na Colômbia, nos dias 12 e 13 de dezembro de 2022.

## Calendário
Horário local (UTC-5)
| Dia            | Horário | Fase    |
| -------------- | ------- | ------- |
| 12 de dezembro | 21:30   | Grupo C |
| 13 de dezembro | 11:30   | Grupo B |
| 13 de dezembro | 19:00   | Grupo A |

## Medalhistas
| Evento    | Ouro                  | Ouro   | Prata               | Prata  | Bronze                     | Bronze |
| --------- | --------------------- | ------ | ------------------- | ------ | -------------------------- | ------ |
| Arranque  | Reza Dehdar (IRI)     | 177 kg | Marcos Ruiz (ESP)   | 176 kg | Samvel Gasparyan (ARM)     | 175 kg |
| Arremesso | Artyom Antropov (KAZ) | 222 kg | Fares El-Bakh (QAT) | 217 kg | Bekdoolot Rasulbekov (KGZ) | 217 kg |
| Total     | Fares El-Bakh (QAT)   | 391 kg | Reza Dehdar (IRI)   | 390 kg | Samvel Gasparyan (ARM)     | 389 kg |

## Recordes
Antes desta competição, o recorde mundial da prova era o seguinte:
| Recorde         | Tipo      | Atleta         | Peso   | Local | Data                  |
| Recorde Mundial | Arranque  | Padrão mundial | 191 kg |       | 1 de novembro de 2018 |
| Recorde Mundial | Arremesso | Padrão mundial | 231 kg |       | 1 de novembro de 2018 |
| Recorde Mundial | Total     | Padrão mundial | 412 kg |       | 1 de novembro de 2018 |

## Resultado
Os resultados foram os seguintes.
| Pos.              | Atleta                          | Grupo | Arranque (kg) | Arranque (kg) | Arranque (kg) | Arranque (kg)     | Arremesso (kg) | Arremesso (kg) | Arremesso (kg) | Arremesso (kg)    | Total |
| Pos.              | Atleta                          | Grupo | 1             | 2             | 3             | Resultado         | 1              | 2              | 3              | Resultado         | Total |
| ----------------- | ------------------------------- | ----- | ------------- | ------------- | ------------- | ----------------- | -------------- | -------------- | -------------- | ----------------- | ----- |
| Medalha de ouro   | Fares El-Bakh (QAT)             | A     | 170           | 174           | 177           | 5                 | 217            | —              | —              | Medalha de prata  | 391   |
| Medalha de prata  | Reza Dehdar (IRI)               | A     | 168           | 173           | 177           | Medalha de ouro   | 210            | 211            | 213            | 5                 | 390   |
| Medalha de bronze | Samvel Gasparyan (ARM)          | A     | 175           | 179           | 179           | Medalha de bronze | 213            | 213            | 214            | 4                 | 389   |
| 4                 | Bekdoolot Rasulbekov (KGZ)      | A     | 165           | 165           | 171           | 8                 | 209            | 214            | 217            | Medalha de bronze | 388   |
| 5                 | Irakli Chkheidze (GEO)          | A     | 165           | 170           | 174           | 6                 | 207            | 212            | 213            | 6                 | 387   |
| 6                 | Artyom Antropov (KAZ)           | A     | 163           | 163           | 166           | 15                | 217            | 222            | 227            | Medalha de ouro   | 385   |
| 7                 | Marcos Ruiz (ESP)               | A     | 171           | 176           | 178           | Medalha de prata  | 205            | 210            | 210            | 10                | 381   |
| 8                 | Wesley Kitts (USA)              | A     | 164           | 165           | 170           | 11                | 202            | 207            | 209            | 7                 | 379   |
| 9                 | Vasil Marinov (BUL)             | A     | 170           | 174           | 176           | 4                 | 203            | 208            | 210            | 11                | 377   |
| 10                | Artūrs Plēsnieks (LAT)          | B     | 161           | 165           | 165           | 14                | 200            | 205            | 208            | 8                 | 373   |
| 11                | Won Jong-beom (KOR)             | B     | 161           | 165           | 170           | 13                | 200            | 207            | 211            | 9                 | 372   |
| 12                | Tudor Bratu (MDA)               | A     | 170           | 175           | 175           | 9                 | 200            | 205            | 207            | 13                | 370   |
| 13                | Sharofiddin Amriddinov (UZB)    | B     | 167           | 172           | 176           | 7                 | 190            | 197            | 201            | 14                | 369   |
| 14                | Ryan Sester (USA)               | B     | 161           | 166           | 170           | 12                | 195            | 202            | 206            | 12                | 368   |
| 15                | Ali Al-Khazal (KSA)             | B     | 157           | 162           | 166           | 16                | 195            | 202            | 205            | 16                | 357   |
| 16                | Ahmed Abuzriba (LBA)            | B     | 150           | 160           | 165           | 17                | 185            | 191            | 196            | 15                | 356   |
| 17                | Aymen Touairi (ALG)             | B     | 160           | 160           | 160           | 18                | 190            | 200            | —              | 17                | 350   |
| 18                | Josef Kolář (CZE)               | B     | 152           | 156           | 159           | 20                | 184            | 189            | 190            | 18                | 346   |
| 19                | Luis Lamenza (PUR)              | B     | 155           | 161           | 161           | 21                | 185            | 185            | 185            | 20                | 340   |
| 20                | Joshua Uikilifi (TGA)           | C     | 150           | 154           | 156           | 22                | 185            | 190            | 192            | 19                | 339   |
| 21                | Pierre-Alexandre Bessette (CAN) | C     | 151           | 157           | 158           | 19                | 178            | 179            | 188            | 24                | 337   |
| 22                | Taniela Rainibogi (FIJ)         | C     | 150           | 155           | 155           | 23                | 179            | 183            | 188            | 21                | 333   |
| 23                | Karim Saadi (MEX)               | C     | 148           | 153           | 153           | 24                | 175            | 180            | 186            | 23                | 328   |
| 24                | James Daley (JAM)               | C     | 113           | 116           | 120           | 27                | 138            | 138            | 138            | 25                | 258   |
| —                 | David Fischerov (BUL)           | A     | 170           | 174           | 175           | 10                | —              | —              | —              | —                 | —     |
| —                 | Stefan Ågren (SWE)              | B     | 145           | 145           | 150           | 25                | 185            | 186            | 186            | —                 | —     |
| —                 | Juan Prieto (PAR)               | C     | 130           | 136           | 140           | 26                | 170            | 170            | 170            | —                 | —     |
| —                 | Dawranbek Hasanbaýew (TKM)      | B     | 171           | 173           | 173           | —                 | 182            | 186            | 186            | 22                | —     |
| —                 | Ryunosuke Mochida (JPN)         | B     | 165           | 165           | 165           | —                 | —              | —              | —              | —                 | —     |
| —                 | Hicham Moum (MAR)               | C     | DNS           | DNS           | DNS           | DNS               | DNS            | DNS            | DNS            | DNS               | DNS   |
| —                 | Junior Ngadja Nyabeyeu (CMR)    | C     | DNS           | DNS           | DNS           | DNS               | DNS            | DNS            | DNS            | DNS               | DNS   |